# Berichte vom Tage
Die Berichte vom Tage waren von 1959 bis Ende der 1990er-Jahre die erste regionale Nachrichtensendung des NDR für ganz Norddeutschland. Sie war Bestandteil des übergreifenden Formats Nordschau, das die Norddeutschland betreffenden Sendungen des NDR bündelte. Im Jahr 1999 beziehungsweise 2001 wurden die Berichte vom Tage von NDR aktuell, seit 2019 dann von NDR Info abgelöst. Die Berichte vom Tage gelten somit als älteste regionale Nachrichtensendung im deutschen Fernsehen.

## Geschichte
Am 1. Dezember 1959 strahlte der NDR das neue Format erstmals aus. Die Sendung, in der ähnlich wie in der Tagesschau jedoch überwiegend auf Norddeutschland bezogene Nachrichten verlesen und kommentierte Nachrichtenfilme gezeigt wurden, lief meist im regionalen Vorabendprogramm der ARD, oft mit Sendeterminen zwischen 17 und 19.15 Uhr. Gegen Ende der Sendung wurden oft Altersjubilare aus der Region vorgestellt. Auch gab es eine regionale Wettervorhersage. Wie die Tagesschau begann die Sendung mit einem Gong, teils mit der angesagten Uhrzeit und mit dem Satz: „Hier ist der Norddeutsche Rundfunk mit den Nachrichten im Regionalprogramm.“ Typische Sendungen dauerten zwischen drei und zehn Minuten. Die Sendung lief bis Ende der 1990er Jahre.
Zunehmend wurde sie jedoch in ihrer Bedeutung von bundeslandspezifischeren Formaten der sogenannten „Landesprogramme“ wie Hamburg Journal, dem Schleswig-Holstein Magazin oder Hallo Niedersachsen (alle seit Oktober 1985) sowie dem Nordmagazin (seit April/Mai 1990) verdrängt, die um 19.30 Uhr zu einer attraktiveren Sendezeit liefen und teilweise einen Magazincharakter bekamen.

## Sprecher
Bei den Sprechern gab es vielfach Überschneidungen zur Tagesschau, die ebenfalls vom NDR produziert wurde und wird. Ein langjähriger Sprecher war seit 1960 Karl Fleischer, der die Sendung bis in die 1980er Jahre mit seiner sonoren Stimme prägte. Ein weiterer bekannter Sprecher war Hermann Rockmann. 1967 kam Jo Brauner hinzu. Auch Werner Veigel sprach die Berichte vom Tage seit den 1960er Jahren bis in die 1980er Jahre. Gleichfalls war Peter von Sassen für die Sendung tätig. Von 1990 bis 1992 sprach zudem Matthias Schliesing unter anderem die Berichte vom Tage. 1992 wurde auch Jens Riewa einer der Sprecher der Sendung.